# David Crean
David Mackenzie Crean (geboren am 21. November 1950 in Melbourne, Australien) ist ein ehemaliger Politiker der Australian Labor Party. Von 1989 bis 2004 war er, mit einer vierteljährigen Unterbrechung, Abgeordneter im Parlament von Tasmanien sowie dort von 1998 bis 2004 Mitglied der Regierung unter Jim Bacon.

## Werdegang
Crean studierte bis 1976 an der Monash University, wo er Abschlüsse als Bachelor of Arts in Allgemeinmedizin und Chirurgie erwarb. Vor seinem Wechsel in die Politik Ende der 1980er-Jahre arbeitete er in Hobart, der Hauptstadt Tasmaniens, als Arzt in einer Gemeinschaftspraxis mit dem späteren Bundesminister Brendan Nelson.

## Politik
Im Mai 1989 kandidierte Crean erfolgreich im Wahlkreis Denison für einen Sitz im House of Assembly, dem Unterhaus des tasmanischen Parlaments. Dieses Mandat verlor er bei der Wahl im Februar 1992 wieder, dafür gelang ihm im Mai des gleichen Jahres für Buckingham der Sprung in den Legislative Council, das tasmanische Oberhaus. Er hatte hier als Unabhängiger kandidiert, schloss sich aber bereits im August 1993 wieder der Labour Party an. In den folgenden Jahren war er auf verschiedenen Positionen Mitglied des Schattenkabinetts. Nach Ablauf seiner Amtsperiode 1998 konnte er den Sitz in seinem, aufgrund einer Wahlrechtsreform in Elwick umbenannten Wahlkreis verteidigen. Im September des gleichen Jahres berief ihn Jim Bacon als Leiter des Schatzamtes (englisch Treasurer) in die Landesregierung Tasmaniens, ab August 2002 übernahm er zusätzlich noch das Arbeitsministerium. Im Februar 2004 gab er seine Regierungsämter aufgrund einer Nierenerkrankung auf. Nachfolger wurden Paul Lennon im Schatzamt und Jim Cox im Arbeitsministerium. Zur turnusmäßigen Neuwahl am 1. Mai 2004 verzichtete er auch auf seinen Sitz für Elwick im Oberhaus, dieser ging an Terry Martin.

## Wechsel in die Wirtschaft
Ab September 2004 übernahm Crean als Verwaltungsratsvorsitzender (englisch Chairman) die Leitung des staatlichen Energieversorgers Hydro Tasmania. Er legte diesen Posten aufgrund von Streitigkeiten mit der tasmanischen Landesregierung über eine Neuausrichtung des Unternehmens im Zusammenhang mit der CO2-Steuer nieder. Ihre Erhebung hatte die australische Bundesregierung wenige Tage zuvor abgeschafft.
Ab August 2016 war Crean Mitglied des Verwaltungsrates und Vize-Vorsitzender von Moonlake Investments. Diese war Ende 2015 von dem chinesischen Geschäftsmann Lu Xianfeng als Holding gegründet worden, um die Van Diemen’s Land Company (VDL), den größten Milchproduzenten Australiens, zu übernehmen. Am 23. April 2018 trat Crean, gemeinsam mit den übrigen nicht-geschäftsführenden Mitgliedern des Gremiums, von seinem Posten zurück.
Crean ist, Stand Ende 2018, Vize-Chairman der Unternehmensgruppe Premier Investments. Außerdem ist er Mitglied des Verwaltungsrates der Linfox Foundation, einer gemeinnützigen Stiftung der Unternehmerfamilie Fox.

## Familie
Crean ist der jüngste von drei Söhnen des Politikers Frank Crean. Der älteste, Stephen, Jahrgang 1947, erlangte landesweite Bekanntheit, als er im August 1985 am Charlotte Pass vom Skifahren nicht wieder zurückkehrte. Eine groß angelegte Suchaktion verlief ergebnislos, seine Überreste wurden erst anderthalb Jahre später gefunden. Der mittlere, Simon, geboren 1949, war, wie der Vater, lange Jahre Abgeordneter im Bundesparlament, hatte dort verschiedene Ministerposten inne und war außerdem von 2001 bis 2003 Vorsitzender der Labourpartei.
Crean war in erster Ehe mit Jill Robson, einer Tochter des liberalen Parlamentsabgeordneten Neil Robson verheiratet. Er ist heute mit der ehemaligen Senatorin Sue Mackay liiert.